# Выборы в Европейский парламент в Австрии (2019)
Выборы в Европейский парламент в Австрии прошли 26 мая 2019 года. На выборах была избрана делегация от Австрии, состоящая из 18 депутатов. Австрийская народная партия (ÖVP) получила 7 мест, увеличив своё представительство на 2 места, в то время как Австрийская партия свободы (FPÖ) и Зелёные потеряли по одному.
Выборы состоялись через девять дней после начала «дела на Ибице», которое привело к отставке вице-канцлера и лидера FPÖ Хайнца-Кристиана Штрахе и краху федерального правительства ÖVP–FPÖ. Европейские выборы рассматривались как победа ÖVP и поражение FPÖ, которая, как прогнозировалось, должна была выступить значительно лучше.

## Предвыборная кампания
В преддверии выборов в Европейский парламент 2019 года в Австрии, The Guardian отметил «усиление» правой риторики перед выборами, когда вице-канцлер Австрии от партии FPO Хайнц-Кристиан Штрахе поддержал крайне правый заговор о великом замещении. Штрахе заявил, что «замещение населения» реальна, добавив: «Мы не хотим стать меньшинством в нашей собственной стране». 

### Дело Ибицы
«Дело Ибицы» (нем. Ibiza-Affäre), также известное как «Ибица-гейт», было политическим скандалом в Австрии, в котором оказались замешаны Хайнц-Кристиан Штрахе, бывший вице-канцлер Австрии и лидер Австрийской партии свободы (FPÖ), Йоханн Гуденус, заместитель лидера партии, а также вся Австрийская партия свободы и политический ландшафт Австрии в целом.
Скандал начался 17 мая 2019 года с публикации тайно записанного видео встречи на Ибице (Испания), в июле 2017 года, на котором, по-видимому, показаны тогдашние оппозиционные политики Штрахе и Гуденус, обсуждающие закулисные практики и намерения своей партии. На видео оба политика выглядели благосклонно к предложениям женщины, выдающей себя за племянницу российского олигарха, обсуждающей, как обеспечить FPÖ позитивное новостное освещение в обмен на государственные контракты. Штрахе и Гуденус также намекнули на коррупционные политические практики, в которых участвовали многочисленные другие богатые доноры FPÖ в Европе и других местах.
Скандал привёл к отставке Штрахе и Гуденуса, краху австрийской правящей коалиции ÖVP-FPÖ 18 мая 2019 года и объявлению о досрочных парламентских выборах в сентябре.

## Результаты
|                                               |                                     |                                         |                                     |           |        |        |       |     |  |
| Партия                                        | Партия                              | Европейская партия                      | Основной кандидат                   | Голоса    | %      | +/-    | Места | +/- |  |
|                                               | Народная партия (ÖVP)               | Европейская народная партия             | Отмар Карас                         | 1 305 954 | 34,55  | 7,57 ▲ | 7     | 2 ▲ |  |
|                                               | Социал-демократическая партия (SPÖ) | Партия европейских социалистов          | Андреас Шидер                       | 903 151   | 23,89  | 0,20 ▼ | 5     | 0 ▬ |  |
|                                               | Партия свободы (FPÖ)                | -                                       | Гаральд Вилимски                    | 650 114   | 17,20  | 2,52 ▼ | 3     | 1 ▼ |  |
|                                               | Зелёные (Greens)                    | Европейская партия зелёных              | Вернер Коглер                       | 532 194   | 14,08  | 0,44 ▼ | 2     | 1 ▼ |  |
|                                               | NEOS — Новая Австрия (NEOS)         | Альянс либералов и демократов за Европу | Клаудиа Гамон                       | 319 024   | 8,44   | 0,30 ▼ | 1     | 0 ▬ |  |
|                                               | JETZT                               | -                                       | Петер Пилц                          | 39 239    | 1,04   | новая  | 0     | 0 ▬ |  |
|                                               | Коммунистическая партия Австрии     | -                                       | Гюнтер Хопфгартнер                  | 30 087    | 0,80   | 0      | 0     | 0 ▬ |  |
| Действительные бюллетени                      | Действительные бюллетени            | Действительные бюллетени                | Действительные бюллетени            | 3 779 764 | 98,57  |        |       |     |  |
| Недействительные/пустые бюллетени             | Недействительные/пустые бюллетени   | Недействительные/пустые бюллетени       | Недействительные/пустые бюллетени   | 54 898    | 1,43   |        |       |     |  |
| Всего                                         | Всего                               | Всего                                   | Всего                               | 3 834 662 | 100,00 | —      | 18    | 0 ▬ |  |
| Зарегистрированных избирателей/Явка           | Зарегистрированных избирателей/Явка | Зарегистрированных избирателей/Явка     | Зарегистрированных избирателей/Явка | 6 416 177 | 59,77  |        |       |     |  |
| Источник: Министерство внутренних дел Австрии |                                     |                                         |                                     |           |        |        |       |     |  |

### Результаты по штатам
| Земля                                                                             | ÖVP        | SPÖ  | FPÖ  | Grüne | NEOS | JETZT | KPÖ+ | Явка |     |      |
| --------------------------------------------------------------------------------- | ---------- | ---- | ---- | ----- | ---- | ----- | ---- | ---- | --- | ---- |
| Земля                                                                             | Бургенланд | 35,4 | 33,0 | 17,5  | 7,8  | 5,2   | 0,7  | Явка | 0,4 | 66,2 |
| Каринтия                                                                          | 28,9       | 30,4 | 21,6 | 9,9   | 7,7  | 0,9   | 0,6  | 52,1 |     |      |
| Нижняя Австрия                                                                    | 40,1       | 22,3 | 17,8 | 10,5  | 7,8  | 0,9   | 0,6  | 67,2 |     |      |
| Верхняя Австрия                                                                   | 35,1       | 25,0 | 18,1 | 13,4  | 7,0  | 0,8   | 0,6  | 62,1 |     |      |
| Зальцбург                                                                         | 43,1       | 18,2 | 14,5 | 14,1  | 8,3  | 1,1   | 0,7  | 57,8 |     |      |
| Штирия                                                                            | 35,7       | 21,4 | 19,7 | 13,3  | 7,8  | 0,9   | 1,1  | 56,7 |     |      |
| Тироль                                                                            | 42,6       | 15,5 | 15,2 | 16,3  | 8,8  | 1,0   | 0,6  | 53,2 |     |      |
| Форарльберг                                                                       | 34,6       | 13,5 | 14,1 | 18,8  | 17,3 | 1,2   | 0,6  | 53,0 |     |      |
| Вена                                                                              | 21,4       | 30,3 | 14,4 | 20,8  | 10,2 | 1,6   | 1,3  | 58,7 |     |      |
|                                                                                   |            |      |      |       |      |       |      |      |     |      |
| Австрия                                                                           | 34,6       | 23,9 | 17,2 | 14,1  | 8,4  | 1,0   | 0,8  | 59,8 |     |      |
| Источник: Министерство внутренних дел Австрии Архивировано 30 сентября 2019 года. |            |      |      |       |      |       |      |      |     |      |